# Emanuele Pugliese
Pour les articles homonymes, voir Pugliese.
 (janvier 2019).
Emanuele Pugliese (né à Verceil, le 11 avril 1874 - mort à Rome, le 26 septembre 1967) est un général italien particulièrement distingué dans la guerre italo-turque et dans la Première Guerre mondiale.

## Biographie
Décoré de la médaille d'argent à la valeur militaire et de la croix de Commendatore de l'ordre militaire de Savoie, Emanuele Pugliese est commandant de la 16e division pendant la période de la marche sur Rome.
Après la Seconde Guerre mondiale, il est le protagoniste d'une diatribe amère avec le ministre de l'époque, Emilio Lussu qui, dans son livre Marcia sur Rome et ses environs (it), l'accuse ouvertement d'être responsable de l'échec de la défense de la capitale, sans avoir empêché l'arrivée des colonnes de miliciens fascistes armés. Mais Lussu reconnut plus tard que Pugliese n'avait fait qu'obéir aux ordres.